# Shōgo Taniguchi
Shōgo Taniguchi (en japonés: 谷口彰悟; Kumamoto, 15 de julio de 1991) es un futbolista japonés que juega como defensa para el Sint-Truidense de la Primera División de Bélgica.

## Selección nacional
Fue convocado por primera vez por el seleccionador Vahid Halilhodžić el 7 de mayo de 2015 para dos días de entrenamiento con la selección. Finalmente hizo su debut un mes después, el 11 de junio de 2015, en un partido amistoso contra Irak que finalizó con un resultado de 4-0 a favor del combinado japonés tras los goles de Keisuke Honda, Tomoaki Makino, Shinji Okazaki y Genki Haraguchi. Además llegó a disputar un partido del Campeonato de Fútbol del Este de Asia 2015.

### Participaciones en Copas del Mundo
| Mundial      | Sede  | Resultado        | Partidos | Goles |
| ------------ | ----- | ---------------- | -------- | ----- |
| Mundial 2022 | Catar | Octavos de final | 2        | 0     |

## Clubes
| Club              | País    | Año       | Partidos | Goles |
| ----------------- | ------- | --------- | -------- | ----- |
| Kawasaki Frontale | Japón   | 2014-2022 | 380      | 26    |
| Al-Rayyan S. C.   | Catar   | 2023-2024 | 46       | 1     |
| Sint-Truidense    | Bélgica | 2024-     | 15       | 1     |

## Palmarés

### Títulos nacionales
| Título             | Club              | País  | Año  |
| ------------------ | ----------------- | ----- | ---- |
| J1 League          | Kawasaki Frontale | Japón | 2017 |
| J1 League          | Kawasaki Frontale | Japón | 2018 |
| Supercopa de Japón | Kawasaki Frontale | Japón | 2019 |
| Copa J. League     | Kawasaki Frontale | Japón | 2019 |
| J1 League          | Kawasaki Frontale | Japón | 2020 |
| Copa del Emperador | Kawasaki Frontale | Japón | 2020 |
| Supercopa de Japón | Kawasaki Frontale | Japón | 2021 |
| J1 League          | Kawasaki Frontale | Japón | 2021 |

### Títulos internacionales
| Título                                | Club (*)           | País  | Año  |
| ------------------------------------- | ------------------ | ----- | ---- |
| Campeonato de Fútbol de Asia Oriental | Selección de Japón | Japón | 2022 |

(*) Incluyendo la selección.